# Faro Cabo Guardián
El faro Cabo Guardián es un faro no habitado de la Marina Argentina que se encuentra en la parte norte del Cabo Guardián, al norte de la Bahía Laura y al sur de Bahía Desvelos; en la Provincia de Santa Cruz, Argentina. El mismo tiene una altura total de 48 m, de los cuales 36 corresponden a la estructura del faro, y logra un alcance nominal de 13,7 millas náuticas (25,4 km). Comenzó a funcionar el 30 de abril de 1928.
Es el punto continental más cercano a las islas Malvinas.
Este faro tiene como fin principal señalar la posición de la roca Bellaco, la cual es de gran peligrosidad para la navegación en la zona. Originalmente, tenía una estructura de hierro, la cual fue reforzada el 27 de febrero de 1975 por una estructura cuadrangular de hierro.